# Аналептики
Анале́птики (от греч. analēptikos —  восстанавливающий) — лекарственные средства, оказывающие сильное возбуждающее действие на дыхательный и сосудодвигательный центры продолговатого мозга непосредственно (кофеин, камфора, бемегрид, цитизин) либо путём повышения их чувствительности (стрихнин), что стимулирует жизненно важные функции дыхания и кровообращения. Некоторые аналептики, помимо этого, могут стимулировать и другие отделы ЦНС, что при передозировке вызывает судороги.
Применяются при снижении сосудистого тонуса, угнетении дыхания (в частности, при отравлениях) и сердечной деятельности, при шоке и для общего стимулирующего действия на организм при инфекционных заболеваниях, в послеоперационном периоде и т. п. Ранее аналептики (коразол, камфора) широко применялись при асфиксии, однако после появления современной аппаратуры для искусственной вентиляции лёгких «химические» стимуляторы дыхания практически утратили значение, за исключением некоторых случаев неотложной помощи. Бемегрид, являясь специфическим антагонистом барбитуратов, используется при отравлении ими.